# Luperina bugnioni
Luperina bugnioni là một loài bướm đêm trong họ Noctuidae.